# 松山市立北中学校
松山市立北中学校（まつやましりつ きたちゅうがっこう）は、愛媛県松山市にある公立中学校。

## 所在地
- 愛媛県松山市太山寺町491番1号
- 〒799-2662

## 沿革
- 1989年4月1日 - 設立。

## 校区
- 松山市

安城寺町、馬木町、勝岡町、久万ノ台、太山寺町、高木町、西長戸町、船ヶ谷町、古三津4丁目、和気町2丁目